# John Hilton
Pour les articles homonymes, voir Hilton.
John Hilton (né le 25 juin 1947) est un pongiste britannique, qui a été champion d'Europe en 1980 contre toute attente. Il utilisait un type de raquette qui a depuis été interdit. Il n'a jamais été champion dans son pays, mais aucun autre britannique n'a remporté le titre européen depuis.
Lors de son incroyable parcours, en demi-finale il a éliminé Jacques Secrétin qui avait été champion d'Europe en 1976, et écrase le tchèque Josef Dvoracek 3-0 en finale à la surprise générale. Lors d'un voyage en Australie, il avait rencontré le numéro 1 australien de l'époque qui avait ramené du Japon des revêtements spéciaux et lui a fait essayer; il a été un des premiers à utiliser ce type de matériel de défenseur pour un style d'attaque. Sa raquette avait une face normale et l'autre face "antitop", les deux faces étant de la même couleur (noire), et il tournait sa raquette ce qui avait pour effet de surprendre l'adversaire. Il est à l'origine de l'obligation d'avoir, depuis cette compétition, une raquette avec une face noire, l'autre face rouge.